# Meonware
I Meonware erano una tribù degli Juti che si insediarono attorno al 450 lungo le rive del fiume Meon, nell'Hampshire (Inghilterra). Furono sotto il dominio del Wessex, anche se mantennero una propria identità almeno per due secoli.